# دارا و ندار (مینی‌سریال)
دارا و ندار (به انگلیسی: Rich Man, Poor Man) یک مجموعه تلویزیونی ژانر درام ساخت کشور آمریکا است که از ۱ فوریه ۱۹۷۶ تا ۱۵ مارس ۱۹۷۶ پخش شده‌است.
این مجموعه محصول ۱۹۷۶ کانال ABC آمریکا بر اساس کتاب «دارا و ندار» نوشته ایروین شاو تولید شد.
کارگردانان این مجموعه بیل بیکس بی، دیوید گرین، بوریس ساگال و بازیگران پیتر استراوس، نیک نولت، سوزان بلک لی، ادوارد اسنر، رابرت رید بودند.
تهیه‌کنندگان جان ایبستین، فرانک پرایس و نویسنده دین رایزنر بودند. ساخت موزیک را الکس نورث بر عهده داشت. تدوینگران فیلم ریچارد براکین و داگلاس استوارت بودند.